# FN Model 1903
A FN Model 1903 (M1903, FN Mle 1903) ou Browning No.2, é uma pistola semiautomática projetada por John Browning e fabricada pela empresa de armas belga Fabrique Nationale (FN). Foi introduzida em 1903 e disparava o Browning Long 9×20mmSR. A pistola não deve ser confundida com o Colt Model 1903 Pocket Hammerless (.32 ACP), fabricado nos EUA, nem com o Colt Model 1903 Pocket Hammer (.38 ACP). O FN Modelo 1903 é baseado no mesmo design mecânico do Colt Model 1903 Pocket Hammerless, que Browning vendeu para ambas as empresas (e outras também), mas ampliado para suportar o cartucho Browning Long de 9 mm, mais potente. A confiabilidade, precisão, peso leve e recarga rápida da M1903 fizeram dela uma pistola de serviço popular para muitas forças policiais e militares ao longo dos anos. A pistola foi inicialmente introduzida pela FN como Browning Modèle de Guerre (Modelo Browning de Guerra) ou Browning Grand Modèle (Modelo Browning Grande).

## Produção pré-Primeira Guerra Mundial
A FN solicitou que John Browning preparasse um protótipo em 1901. Posteriormente, a FN fabricou algumas amostras para a Noruega e a Suécia, afim de considerarem a sua entrada em serviço nas suas forças militares. A Noruega optou pela Colt M1911, na forma da Kongsberg M/1912, mas a Suécia encomendou 10.000 pistolas (designadas m/1907) em 1907. O Império Otomano encomendou 8.000 unidades para uso policial entre 1908 e 1914, e o Império Russo encomendou aproximadamente 11.000 unidades, com coldres de ombro destacáveis para suas forças policiais, durante o mesmo período. Mais 9.000 pistolas foram vendidas comercialmente antes que a produção fosse descontinuada, devido á fábrica da FN ser invadida por tropas do Império Alemão, em agosto de 1914.

## Produção sueca

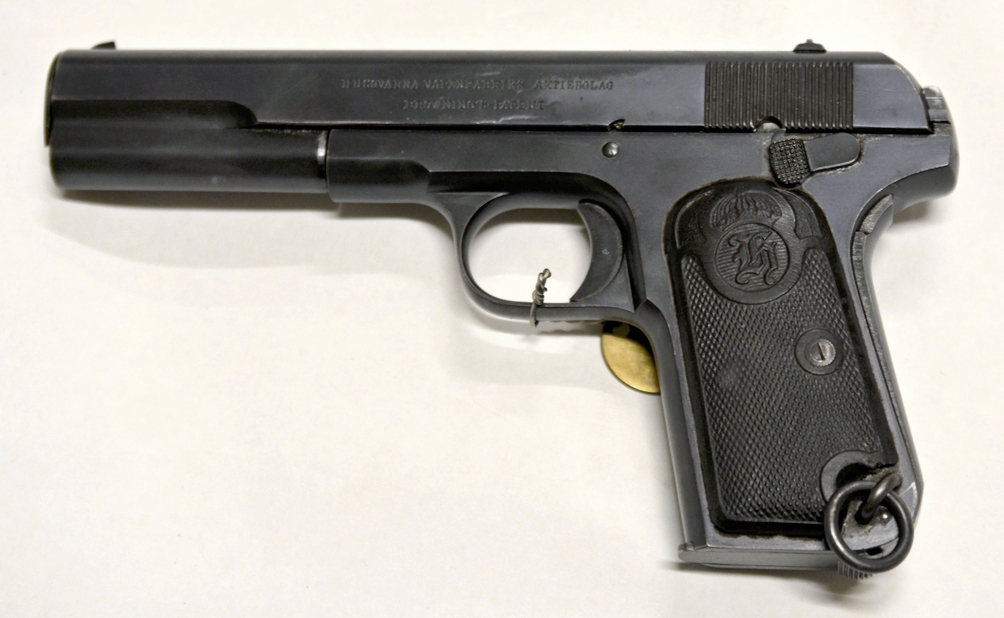
Uma Husqvarna m/1907 das coleções do Museu da Força Aérea Sueca

A Suécia obteve a licença para fabricar uma variante do projeto para uso doméstico, de nome Husqvarna m/1907, iniciando a sua produção em 1917, para atender às necessidades das forças militares e à demanda do mercado civil. A Husqvarna produziu pistolas militares para a Colômbia quando a FN não estava disposta a retomar a produção na década de 1930. A empresa sueca havia fabricado cerca de 89.230 pistolas quando a produção terminou em 1942. As primeiras pistolas produzidas pela Husqvarna incluíam a marcação no slide de "Patente da Browning" ou "Sistema Browning". Esta prática foi descontinuada após a Primeira Guerra Mundial por insistência da própria Fabrique Nationale, à qual foi concedido o direito exclusivo de usar o nome de John Browning para fins de marketing das suas armas de fogo.
A designação militar sueca era "pistola m/07" e foi a arma secundária padrão até a adoção da Lahti L-35 (pistola m/40) em 1940. A pistola m/07 foi retirada do armazenamento e colocada em serviço na década de 1980, quando os ferrolhos das pistolas Lahti L-35 começaram a rachar, devido ao uso de um cartucho 9mm mais potente, adotado na década de 60, de designação 9mm m/39B. Esta foi uma solução provisória organizada até que as entregas da nova pistola militar, a Glock 17 (pistola m/88) fossem finalizadas.

## Produção pós-guerra
A disponibilidade de pistolas ( e armas de fogo no geral) excedentes causou uma demanda muito baixa pela produção de novas pistolas após a Primeira Guerra Mundial. À medida que a demanda aumentou ao longo da década de 1920 e 1930, a FN fabricou adicionalmente 4.616 pistolas como pistolas padrão para a Estônia e várias centenas de unidades para o Paraguai e El Salvador. A empresa acabaria por interromper a produção em 1927 após fabricar um total de 58.442 pistolas; mas os estoques foram suficientes para continuar as vendas comerciais nos inícios da década de 1930.
As pistolas estonianas seriam vendidas para a Espanha na década de 1930, onde muitas foram usadas na Guerra Civil Espanhola. Algumas das pistolas suecas foram usadas pela Finlândia durante a Segunda Guerra Mundial, contra os Soviéticos. As pistolas excedentes, principalmente de produção Husqvarna, acabaram chegando aos Estados Unidos, onde muitas foram modificadas pelos importadores com uma câmara modificada, visando disparar uma munição mais comum nos EUA (.380 ACP).

## Usuários
- China: Cópias indigenas da Era dos Senhores de Guerra  até 1950s.
- Colômbia
- Chile[3]
- El Salvador
- Estónia
- Finlândia: Cerca de 100 adquiridas em 1918. 860 pistolas FN 1903 e Husqvarna M/07 deixadas para trás por voluntários suecos foram utilizadas pelos finlandeses durante a Guerra de Continuação.[4]
- Império Otomano: Utilizado por oficiais do Exército e Polícia.[5]
- Paraguai[6]
- Movimento Popular de Azauade[7]
- Rússia[8]
- União Soviética[9]
- República Espanhola
- Suécia
- Sérvia
- Noruega: 500 unidades adquiridas da Bélgica antes da Primeira Guerra Mundial.

## Links externos
- Armas de fogo modernas Arquivado em 2007-10-24 no Wayback Machine
- Pistola sueca m/1907